# Pannsten
Pannsten är en beläggning som bland annat uppkommer i ångpannor och består av förhårdnade salter, främst gips, anhydrit , kalciumkarbonat och silikater. Silikater förekommer normalt endast i mindre mängder. 
Kalciumkarbonat utfaller till pannsten i temperaturer av 100 grader och gips utfaller inte förrän vid 140 grader. Halterna av pannstensbildande salter varierar beroende på typ av vatten.
Pannsten förorsakar värmeförluster, och för att minska dessa bör såvitt möjligt "mjukt" vatten användas i pannan. Om detta inte låter sig göra bör man först avhärda, mjukgöra genom jonbyte. Används hårt vatten krävs tätare rengöring av kärlen från pannsten. 
Antipannstensmedel
Soda har varit i bruk sedan 1864. En tillsats av soda ( i beräknade mängder) förhindrar utfällning av gips och anhydrit. Kalk kommer att fällas ut som kalciumkarbonat som sitter lösare fast på metallytor än gips och anhydrit.
Trinatriumfosfat har varit i bruk sedan 1879. Denna förening reagerar med kalksalter och bildar hydroxylapatit. Hydroxylapatit fäster inte på metallytor som kalciumkarbonat, gips och anhydrit. Slammet i pannan kan lätt spolas ut.
Många antipannstensmedel innehåller både soda och trinatriumfosfat.